# Ринчен Санпо (Лоцава)
Ринчен Санпо (лоцава) или Ринчен Зангпо (958—1055) (тиб. rin chen bzang po (lo tsa ba)), также известный как Лха Лама Еше Вё или Махагуру — буддийский наставник в Тибете, крупный переводчик с санскрита, один из восстановителей тибетского буддизма после гонений Ландармы.

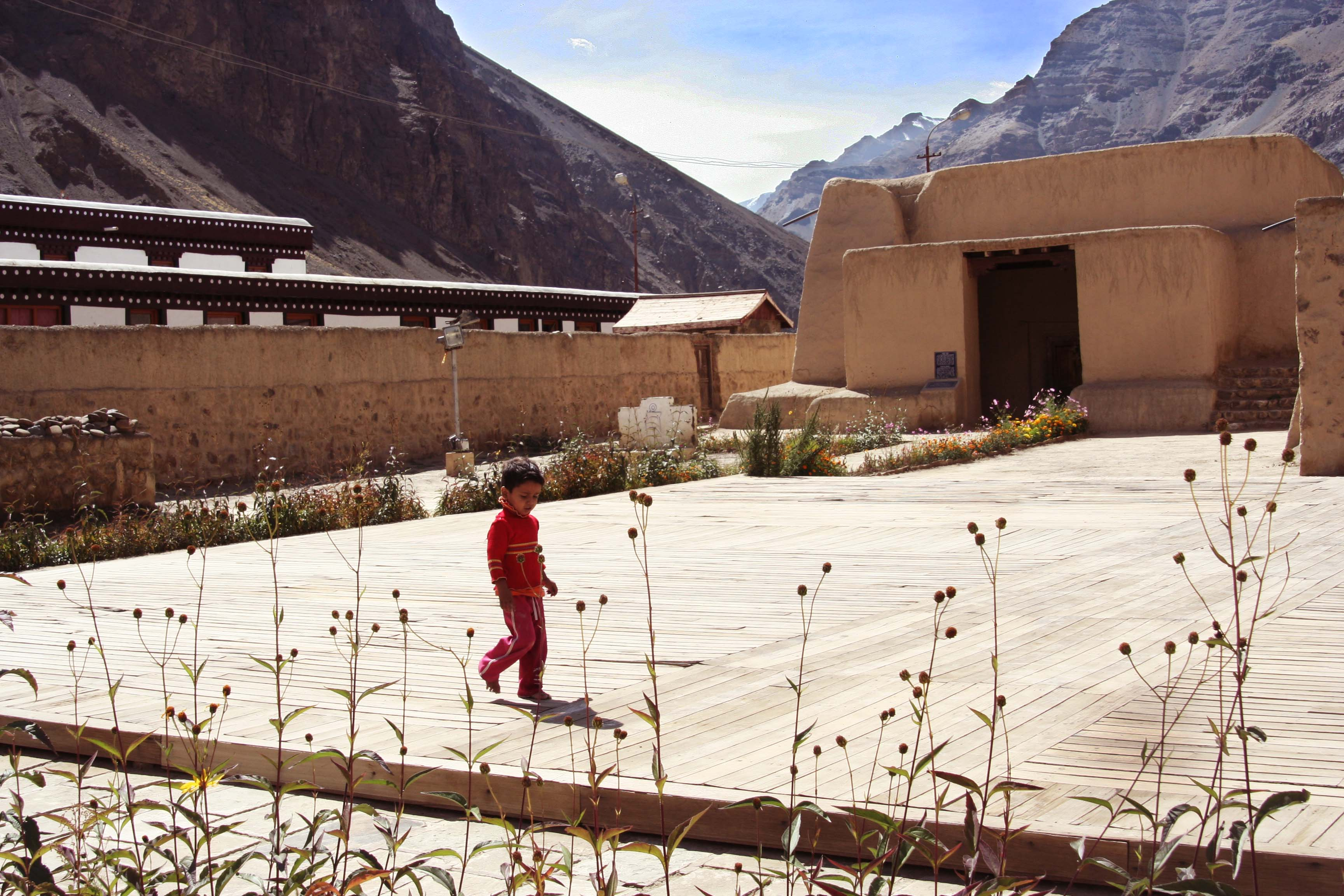
Монастырь Табо, основанный Ринчен Санпо

## Жизнь
Родился в 958 году (земля-конь). В 13 лет посвящён в монахи Еше Санпой. В молодости несколько раз ездил в Кашмир, где изучал сутры и трактаты Махаяны. Он стал переводить с санскрита сутры, трактаты-шастры, мантры, написал комментарии к Праджняпарамите и многим тантрам. Многих обучил ритуалам абхишека (посвящение) и садхана (вид жертвы). Лаченпо Лхадэцэн возвёл его в сан верховного ламы (ваджрачарья).
Он приобрёл большую известность, ему подарили земли в Пуране, где он построил храм, он также возвёл храмы в Тацэ и Роне и многочисленные ступы, монастырь Табо. Со многих мест к нему приезжали ученики, 10 самых талантливых он сделал своими помощниками по переводам, но никто не мог сравниться с ним. По некоторым сведениям, он стал царём (или регентом) в царстве Гуге.
В 1043 встречался с Атишей, от которого получил более глубокое посвящение в садханах (подношениях для умилостивленья). Он заказал чтение Манджушри-намасангити на санскрите и на тибетском 100,000 раз.
На дверях его кельи (sgrub khang) для созерцания было написано: «Если мысли о собственности, себялюбии и прочем хоть на момент овладеют мною, пусть Защитники Веры разобьют мне голову».
В 1055 на 98 году жизни он скончался в Кацэ-винкир. Когда он умер, по свидетельству Синей летописи, с небес звучала музыка и падали цветы. После кремации от его физического тела не осталось даже пепла, так как его останки «исчезли в небесах»

## Учителя
- Еше Санпо
- Атиша (недолго)
- 85 кашмирских Пандитов.

## Ученики
Гуршин Цондуй Гьялцэн и многие другие.

## Житие
- Титан Джняна (khri tang jnana): Житие (rnam thar) Ринчен Санпо.